# Mario Renato Cornejo Radavero
Mario Renato Cornejo Radavero (Lima, 19 ottobre 1927 – Rouen, 22 novembre 2015) è stato un vescovo cattolico peruviano, che ha rinunciato al proprio stato ed è tornato laico, per poi entrare nella Église Sainte Marie.

## Biografia
Conseguì la laurea in diritto canonico alla Pontificia Università Lateranense. Fu ordinato sacerdote il 20 dicembre 1952, a Lima. Il 20 febbraio 1961 fu nominato vescovo ausiliare di Lima e vescovo titolare di Sanavo; la consacrazione a vescovo avvenne il 16 aprile per mano di Juan Landázuri Ricketts, arcivescovo di Lima e successivamente presidente del Consiglio episcopale latinoamericano, co-consacranti Antonio Dammert Bellido, vescovo ausiliare di Lima e Felipe Santiago Hermosa y Sarmiento, arcivescovo castrense per il Perù.
Dal 1963 al 1965 partecipò alle ultime tre sessioni del Concilio Vaticano II.
Il 7 febbraio 1969 diede le proprie dimissioni da entrambi gli incarichi, e sposò la figlia di un ufficiale della polizia di Buenos Aires. L'arcivescovo Juan Landázuri Ricketts e papa Paolo VI reagirono con sgomento e lo ridussero allo stato laicale.
Abbandonata la comunione con la Chiesa cattolica, si trasferì in Francia e aderì all'Église Sainte Marie. Ordinò vescovo il suo fondatore, Maurice Cantor. Da allora è stato vescovo in questa comunità ecclesiale.
Nel 1987 ha ordinato altri tre vescovi per questa comunità: Claude Ducrocq, Claude Roland Fleury e Bernard Cantor, figlio adottivo di Maurice Cantor.

## Genealogia episcopale
La genealogia episcopale è:
- Cardinale Scipione Rebiba
- Cardinale Giulio Antonio Santori
- Cardinale Girolamo Bernerio, O.P.
- Arcivescovo Galeazzo Sanvitale
- Cardinale Ludovico Ludovisi
- Cardinale Luigi Caetani
- Cardinale Ulderico Carpegna
- Cardinale Paluzzo Paluzzi Altieri degli Albertoni
- Papa Benedetto XIII
- Papa Benedetto XIV
- Papa Clemente XIII
- Cardinale Bernardino Giraud
- Cardinale Alessandro Mattei
- Cardinale Pietro Francesco Galleffi
- Cardinale Filippo de Angelis
- Cardinale Amilcare Malagola
- Cardinale Giovanni Tacci Porcelli
- Cardinale Juan Gualberto Guevara
- Cardinale Fernando Cento
- Cardinale Juan Landázuri Ricketts, O.F.M.
- Vescovo Mario Renato Cornejo Radavero

## Bibliographie
- (FR)  Jean-Pierre Chantin, Les Marges du christianisme. Sectes, dissidences et ésotérisme, Paris, Beauchesne, 2003, ISBN 978-0701014186, pp. 36–38